# Condado de Brown (Indiana)
El condado de Brown (en inglés: Brown County), fundado en 1830, es uno de 92 condados del estado estadounidense de Indiana. En el año 2008, el condado tenía una población de 56 250 habitantes y una densidad poblacional de 44 personas por km². La sede del condado es Nashville. El condado recibe su nombre en honor a Jacob Brown. 

## Geografía
Según la Oficina del Censo, el condado tiene un área total de 820 km², de la cual 809 km² es tierra y 11 km² (1.38%) es agua.

### Condados adyacentes
- Condado de Johnson (noreste)
- Condado de Bartholomew (este)
- Condado de Jackson (sur)
- Condado de Monroe (oeste)
- Condado de Morgan (noroeste)

## Demografía
Según la Oficina del Censo en 2000, los ingresos medios por hogar en el condado eran de $43 708, y los ingresos medios por familia eran $49 252. Los hombres tenían unos ingresos medios de $36 828 frente a los $24 321 para las mujeres. La renta per cápita para el condado era de $20 548. Alrededor del 8.90% de la población estaban por debajo del umbral de pobreza.

## Transporte

### Autopistas principales
- Carretera Estatal de Indiana 45
- Carretera Estatal de Indiana 46
- Carretera Estatal de Indiana 135

### Ferrocarriles
- CSX Transportation

## Municipalidades

### Ciudades y pueblos
- Nashville

### Áreas no incorporadas
| - Bean Blossom - Belmont - Camp Roberts - Christiansburg - Clarksdale - Cornelius - Elkinsville - Fruitdale | - Gatesville - Gnaw Bone - Helmsburg - Lanam - Mount Liberty - Needmore - Pikes Peak - Point Idalawn | - Spearsville - Stone Head - Story - Taggart - Trevlac - Waycross |

Extintos
- Buffalo
- Elkinsville
- Kelp

### Municipios
El condado de Brown está dividido en 4 municipios:
- Hamblen
- Jackson
- Van Buren
- Washington